# Кшиновлога-Мала
Кшиновлога-Мала (пол. Krzynowłoga Mała) — село в Польщі, у гміні Кшиновлога-Мала Пшасниського повіту Мазовецького воєводства.
Населення — 470 осіб (2011).
У 1975-1998 роках село належало до Остроленцького воєводства.

## Демографія
Демографічна структура станом на 31 березня 2011 року:
|          | Загалом | Допрацездатний вік | Працездатний вік | Постпрацездатний вік |
| -------- | ------- | ------------------ | ---------------- | -------------------- |
| Чоловіки | 228     | 44                 | 156              | 28                   |
| Жінки    | 242     | 48                 | 136              | 58                   |
| Разом    | 470     | 92                 | 292              | 86                   |